# 基利傑阿爾斯蘭二世
基利傑阿爾斯蘭二世（土耳其語：II. Kılıç Arslan；波斯語：‎，他的名字解作「劍獅」）在1156年登基為塞爾柱王朝魯姆蘇丹國的蘇丹，直至1192年時逝世。

## 統治
依據歷史學者呂貝克的阿諾德所撰寫的文獻紀錄，1172年，公爵狮子亨利在前往耶路撒冷朝聖的旅途中與基利傑阿爾斯蘭二世相遇，兩人於塔尔苏斯附近碰面，會面中蘇丹擁抱並親吻了亨利，並提及他們為血脈相連的遠房兄弟，當亨利就此事細問，基利傑阿爾斯蘭告訴他：「一位日耳曼的女貴族嫁給了羅斯的君主，他們的孫女來到這片土地，我正是她的後裔。」基利傑阿爾斯蘭話中所提到的那位王公應為斯维亚托斯拉夫二世·雅罗斯拉维奇，他所迎娶的第二任妻子施塔德的奧達為獅子亨利的遠親。
當拜占庭皇帝曼努埃爾一世於1159年與努爾丁談判完畢從叙利亚返國途中，途經魯姆蘇丹國首都以哥念（今日土耳其的科尼亞）時被基利傑阿爾斯蘭襲擊。1161年，在曼努埃爾的甥侄約翰·康鐸斯特法諾斯率軍擊敗基利傑阿爾斯蘭後，基利傑阿爾斯蘭親身前往君士坦丁堡歸順。1173年，正與拜占庭人處於和平狀態的基利傑阿爾斯蘭和努爾丁結盟，兩人攜手對抗摩苏尔的統治者。
儘管魯姆蘇丹國與拜占庭帝国皆廣設防禦工事並積極組建軍隊，以準備應對新一輪戰爭的到來，不過兩國的和睦關係仍延續至1175年，直到基利傑阿爾斯蘭拒絕將他新征服達尼什曼德王朝所得來的土地轉交給曼努埃爾，導致曼努埃爾決定派兵出擊塞爾柱人，縱使基利傑阿爾斯蘭仍嘗試透過和談來解決雙方的糾紛，但曼努埃爾依舊於1176年發兵入侵魯姆蘇丹國，兵鋒直指以哥念，幸運的是基利傑阿爾斯蘭在密列奥塞法隆战役擊敗曼努埃爾的大軍，迫使皇帝接受談判並簽下一紙維繫兩國脆弱和平的條約。
1179年，著名的香檳伯爵亨利一世在結束耶路撒冷的朝聖之旅循陸路返程途中，被基利傑阿爾斯蘭擒獲並遭到扣押。直至拜占庭皇帝曼努埃爾幫忙支付贖金後亨利才被釋放，但他在獲釋不久後去世。
當曼努埃爾一世於1180年病逝後，拜占庭帝國政局陷入嚴重的動盪，基利傑阿爾斯蘭則趁著這個機會，順勢鞏固魯姆蘇丹國在南安那托利亞大部分的疆域，並於同年派出他的維齊爾伊赫蒂亞爾丁與努爾丁的繼承者萨拉丁結盟。在1182年，基利傑阿爾斯蘭攻克拜占庭人掌控的城市屈塔希亞。1185年，他與登上拜占庭皇位的伊薩克二世講和停止戰爭，翌年他將實權下放給他的九名兒子，但他們旋即為了爭奪權力爆發激烈的衝突。雖然基利傑阿爾斯蘭已與薩拉丁締結為盟友，但他仍未能阻止第三次十字军东征進攻的步伐。
12世紀後期，基利傑阿爾斯蘭下令於首都以哥念修築塞爾柱式的建築阿拉丁清真寺 。
在宣布凱霍斯魯一世為他的王位繼承人後，基利傑阿爾斯蘭於1192年去世。他死後凱霍斯魯一世繼位，但基利傑阿爾斯蘭其餘的兒子們仍為爭奪魯姆蘇丹國各地領土的控制權而相互交戰。